# Columbina minuta
Columbina minuta là một loài chim trong họ Columbidae.